# Phengodes insignis
Phengodes insignis is een keversoort uit de familie Phengodidae. De wetenschappelijke naam van de soort is voor het eerst geldig gepubliceerd in 1888 door Bourgeois.